# Vederdistel
Vederdistel (Cirsium) is een geslacht uit de composietenfamilie (Asteraceae of Compositae). Het zijn stekelige planten met bloemen in hoofdjes, omgeven door puntige omwindselblaadjes. Het geslacht kent meer dan honderd soorten.

## Beschrijving
De kleur van de bloemen is paars, rood, roze en soms ook geel of wit. De vruchtjes aan de top zijn voorzien van vruchtpluis (distelpluis). Het zijn eenjarigen, tweejarige planten en overblijvende kruiden. Een belangrijk verschil met het 'echte' geslacht distel (Carduus) is, dat de pappusharen van Cirsium zelf met kleine haartjes bezet zijn - dit wordt geveerd genoemd.

## Toepassingen
Enkele soorten worden gebruikt in de siertuin, zoals speerdistel, kale jonker en moesdistel.

## Naamgeving
De botanische naam Cirsium is afkomstig van het Griekse woord kirsos, dat "gezwollen ader" of "spatader" betekent. Distels werden vroeger als remedie hiertegen gebruikt.

## Soorten
In Nederland en België komen de volgende soorten voor:
| Aarddistel (Cirsium acaule)         |
| Akkerdistel (Cirsium arvense)       |
| Kale jonker (Cirsium palustre)      |
| Knoldistel (Cirsium tuberosum)      |
| Moesdistel (Cirsium oleraceum)      |
| Spaanse ruiter (Cirsium dissectum)  |
| Speerdistel (Cirsium vulgare)       |
| Wollige distel (Cirsium eriophorum) |

In de Europese berggebieden komt hiernaast onder meer de bleekgele vederdistel (Cirsium erisithalis) voor.